# Territoires recouvrés

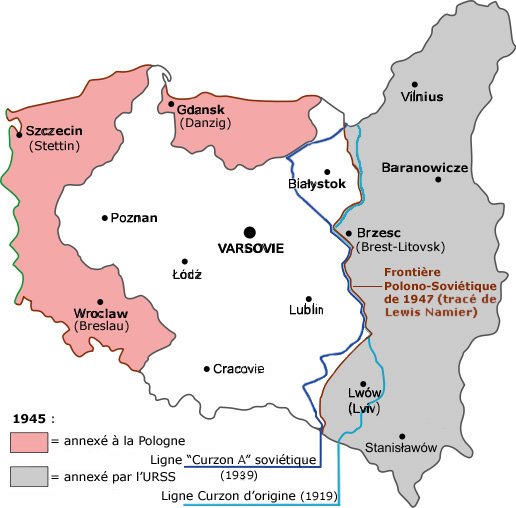
Carte montrant les frontières de la Pologne avant 1938 et après 1945. Les régions frontalières orientales sont en gris tandis que les territoires reconquis sont en rose.

Les territoires recouvrés, ou « terres reconquises » (polonais : Ziemie Odzyskane), également connus sous les noms de « Marches occidentales » (polonais : Kresy Zachodnie), « Territoires de l'Ouest et du Nord » (polonais : Ziemie Zachodnie i Północne), « Territoires postulés » (polonais : Ziemie Postulowane) ou encore les « Territoires rendus » (polonais : Ziemie Powracające), sont d'anciens territoires de l'Est de l'Allemagne et la ville libre de Dantzig qui sont devenues une partie de la Pologne après la Seconde Guerre mondiale, et dont les anciens habitants allemands ont été évacués,.

## Sémantique
La justification des termes « recouvrés, reconquis, récupérés » ou « rendus » est qu'au Moyen Âge ces territoires ont historiquement fait partie de la Pologne à l'époque des Piasts et ont été perdus face au Drang nach Osten allemand (« Marche vers l'Est ») à différentes périodes au cours des siècles. Au fil des siècles, cependant, ils étaient devenus majoritairement germanophones à travers les processus de colonisation allemande vers l'est (Ostsiedlung) et par assimilation (plus précisément par Germanisation) de la population locale polonaise, sorabe, slasque et balte prusse. Par conséquent, à l'exception de certaines régions telles que la Haute-Silésie occidentale, la Warmie et la Mazurie, en 1945 la plupart de ces territoires ne contenaient plus de communautés de langue polonaise importantes et faisaient depuis plus de cinq siècles partie des États historiques allemands, ce qui est utilisé par les opposants au terme « recouvrés, reconquis, récupérés » ou « rendus » pour suggérer que l'argument du « concept Piast (en) » selon lequel ces territoires faisaient partie de la patrie polonaise traditionnelle, repose plutôt sur un postulat protochroniste que sur des faits historiques, quelle que soit l'histoire polonaise ancienne de ces régions.

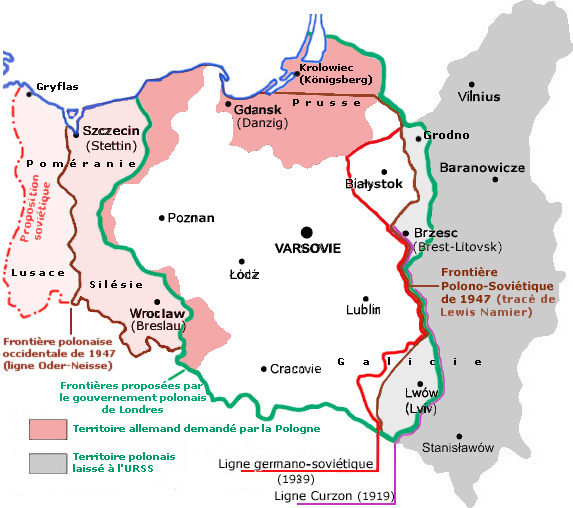
Négociation et déplacement des frontières de la Pologne.

Le terme « terres postulées », lui, fait référence aux discussions des Alliés sur la question polonaise, durant lesquelles plusieurs tracés de la frontière d'après-guerre entre l'Allemagne et la Pologne furent proposés avant que la ligne Oder-Neisse ne soit arrêtée ; certaines de ces Ziemie Postulowane se situaient à l'ouest de l'Oder, au nom de l'ancien peuplement slave (abodrite, sorabe…) de ces régions.
Les territoires reconquis recoupent l'idée plus ancienne que couvrait le terme de Confins occidentaux.

## Démographie
La grande majorité des habitants germanophones, effrayées tant par la propagande nazie présentant l'Armée rouge comme une « Armée d'ogres sanguinaires » que par les crimes soviétiques réels encouragés par la propagande stalinienne (Ilya Ehrenbourg) ont fui d'eux-mêmes vers l'ouest au cours des dernières semaines de la guerre et ceux qui restaient, ou qui furent rattrapés, ont été expulsés par les autorités militaires soviétiques et civiles polonaises après la fin de la guerre. Quelques petites minorités allemandes subsistèrent dans certains endroits. Les territoires ont été repeuplés par des expulsés polonais chassés de la Pologne orientale annexée par l'Union soviétique, mais aussi par des Polonais libérés du travail forcé dans l'Allemagne nazie. En outre, des Ukrainiens, dont des Rusyns des Carpates polonaises furent aussi réinstallés de force dans les nouveaux territoires : ce fut l'opération Vistule. Enfin d'autres minorités s'y ajoutèrent, dont des Koukoués, communistes grecs et slavo-helléniques de Macédoine grecque, chassés de leur pays à l'issue de la guerre civile grecque (1949).
Contrairement à la propagande officielle selon laquelle les anciens habitants allemands des « territoires récupérés » devaient être évacués rapidement pour loger les Polonais déplacés par l'annexion soviétique, ces nouveaux territoires étaient initialement confrontés à une grave pénurie de population, car les nouveaux habitants étaient beaucoup moins nombreux que les expulsés, de sorte que les friches se multiplièrent. Les autorités communistes nommées par les Soviétiques qui ont mené la réinstallation ont également fait des efforts pour supprimer de nombreuses traces de la culture allemande, telles que les noms de lieux et les inscriptions historiques sur les bâtiments encore debout des territoires nouvellement polonais.

## Diplomatie
La frontière d'après-guerre entre l'Allemagne et la Pologne (la ligne Oder-Neisse) a été reconnue par l'Allemagne de l'Est en 1950 et par l'Allemagne de l'Ouest en 1970, ce qui a été confirmé par l'Allemagne réunifiée dans le traité frontalier germano-polonais de 1990.